# Jochen Blume (Fotograf)
Jochen Blume (* 28. Februar 1925 in Hannover; † 4. April 2018 in Hamburg) war ein deutscher Fotograf und Professor.
Jochen Blume begann nach seiner Entlassung aus sowjetischer Kriegsgefangenschaft 1948 als Pressefotograf für verschiedene Nachrichtenagenturen und später für die Bildzeitung und den Stern zu arbeiten. Ab 1973 lehrte er an der Hamburger Hochschule für Gestaltung als Professor für Fotografie. Er war ferner Dozent an der Akademie für Publizistik in Hamburg. Langjährig hat er auch für den Stern fotografiert.

## Leben
Jochen Blume wuchs bei seiner Mutter auf. Seinen Vater lernte er erst im Alter von 26 Jahren kennen. Mit ihm teilte er die Leidenschaft für Fotografie. Er hat nie eine Ausbildung zum Fotografen durchlaufen. Seit 1979 war Blume Mitglied des Deutschen Journalisten-Verbandes (DJV).

### Drittes Reich
Während des Dritten Reiches folgte er zunächst als Traumtänzer, wie er es später nennt, den Ideen des Nationalsozialismus. Mit 14 Jahren bekam er das Angebot, eine Nationalpolitische Erziehungsanstalt in Burg (Dithmarschen) zu besuchen, mit dem Ziel, ein Lehrer zu werden. Mit dem militärischen Zusammenbruch in Ostpreußen, geriet er in sowjetische Kriegsgefangenschaft. Dort leugnete er seine Jungvolk- und HJ-Vergangenheit und wurde 1948 als politisch unbelastet aus der Gefangenschaft entlassen.

### Arbeit als Pressefotograf
Nach seiner Rückkehr aus der Kriegsgefangenschaft arbeitete er zunächst für verschiedene Nachrichtenagenturen. 1951 wurde er Chef-Fotograf bei der dpa. 1952 heuerte er bei der damals neu gegründeten Bildzeitung an, die er später im Streit verließ. Henri Nannen holte Blume daraufhin zum Stern, für den er in der Folge zahlreiche viel beachtete Fotos lieferte, von denen etliche es auf den Titel schafften. Später arbeitete er auch als Verlagsleiter beim Bauer-Verlag.

### Professuren
1972 wurde er als Professor an die Fachhochschule für Gestaltung berufen. Seit 1973 war er auch Dozent an der Akademie für Publizistik.

„Es nützt nichts scharfe Bilder zu machen, wenn man unscharfe Ideen hat.“

### Auseinandersetzung mit dem Nationalsozialismus
In der Auseinandersetzung mit den Studenten, mit der Zeit des Nationalsozialismus konfrontiert, begann er sich mit seiner damaligen Haltung kritisch zu beschäftigen. In dem Buch Traumtänzer im Gleichschritt. Roman einer verführten Jugend versuchte er dies zu verarbeiten.